# Nuestra Señora de la Ortiga
Nuestra Señora de la Ortiga es una advocación con que se venera en el catolicismo a la Santísima Virgen María después de la aparición mariana que tuve lugar en el siglo XVIII una pastorcita muda en el lugar de Ortiga, en la parroquia de Fátima, en Portugal.

## Historia de las apariciones

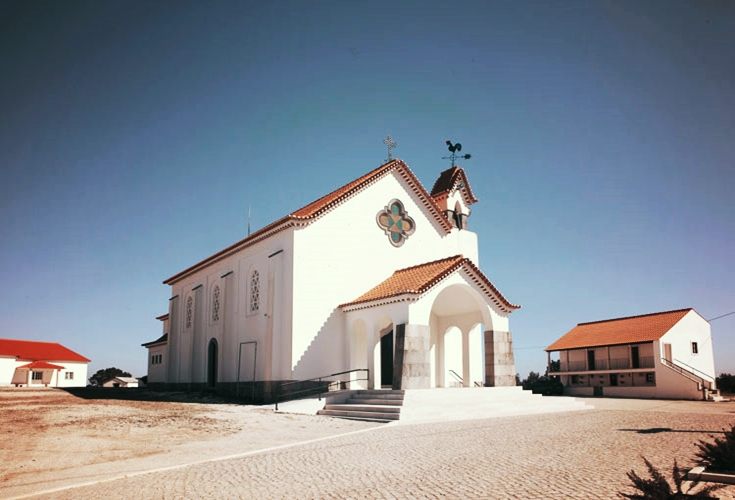
El Santuario de Nuestra Señora de la Ortiga en la parroquia de Fátima.

De acuerdo con la tradición, Nuestra Señora apareció alrededor del año 1758 – en el lugar donde actualmente se encuentra el Santuario de Nuestra Señora de la Ortiga – a una pastorcita que andaba a guardar su rebaño ya quien la Santísima Virgen María pidió una ovejita. La niña, que era muda de nacimiento, sintió que su lengua se solía y respondió a la Señora que no le daría la oveja sin el permiso de su padre que vivía en el Casal de Santa María. Entonces la niña se fue a correr para contarle al padre la petición de la Señora, que se llenó de espanto y de alegría por ver a su hija conseguir hablar y luego la ordenó que hiciera todo lo que la Señora pidiera. La pastorita regresó al lugar de la aparición para hablar a la Madre de Dios que, en respuesta, le pidió que se construyera una capilla en aquel lugar y donde prometió que habría de conceder muchas gracias. Después de haber ido al padre de la niña al lugar por esta indicada, encontró una imagen de la Virgen María sobre una piedra entre ortigas (o urticas) y que se llevó consigo al Casal de Santa María, pero la imagen desapareció de allí para ser vista nuevamente en el lugar original entre las ortigas.
Se construyó una pequeña capilla en el lugar de la aparición de Nuestra Señora, la cual luego fue ampliada dando lugar a un santuario.

## Indulgencia papal
En 1801, el Siervo de Dios Papa Pío VII concedió una indulgencia plenaria (con ocasión de la clausura del atribulado Año Jubilar de 1800) a todos los peregrinos que visiten el referido santuario mariano en el primer domingo de julio y en los dos días siguientes, y que los fieles deben observar las condiciones prescritas: haberse confesado previamente, haber recibido la Sagrada Comunión (en estado de gracia) y rezar por el sumo pontífice. Esta indulgencia puede beneficiarse cada año.

## Fiesta litúrgica
La fiesta en honor de Nuestra Señora de la Ortiga se realiza anualmente en el primer domingo de julio. En esta fecha, y en los dos días siguientes, la población de la parroquia de Fátima, además de cumplir algunas promesas y asistir a las ceremonias religiosas, comparte una comida comunitaria.